# Papilio polyctor
Papilio polyctor là một loài bướm thuộc họ Bướm phượng (Papilionidae). 
Loài Papilio polyctor được mô tả năm 1836 bởi Boisduval. Loài bướm Papilio polyctor sinh sống ở .

## Hình ảnh

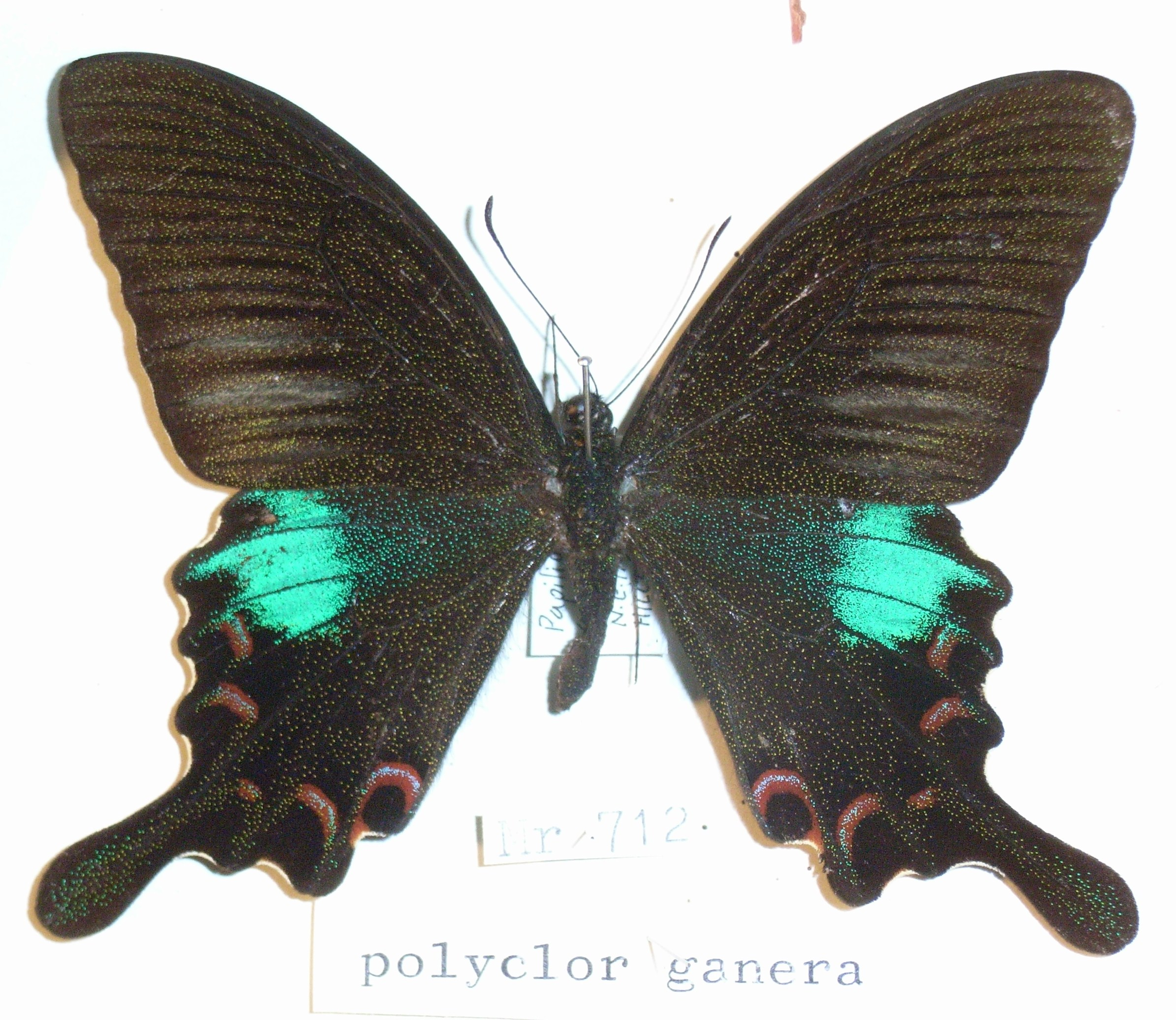
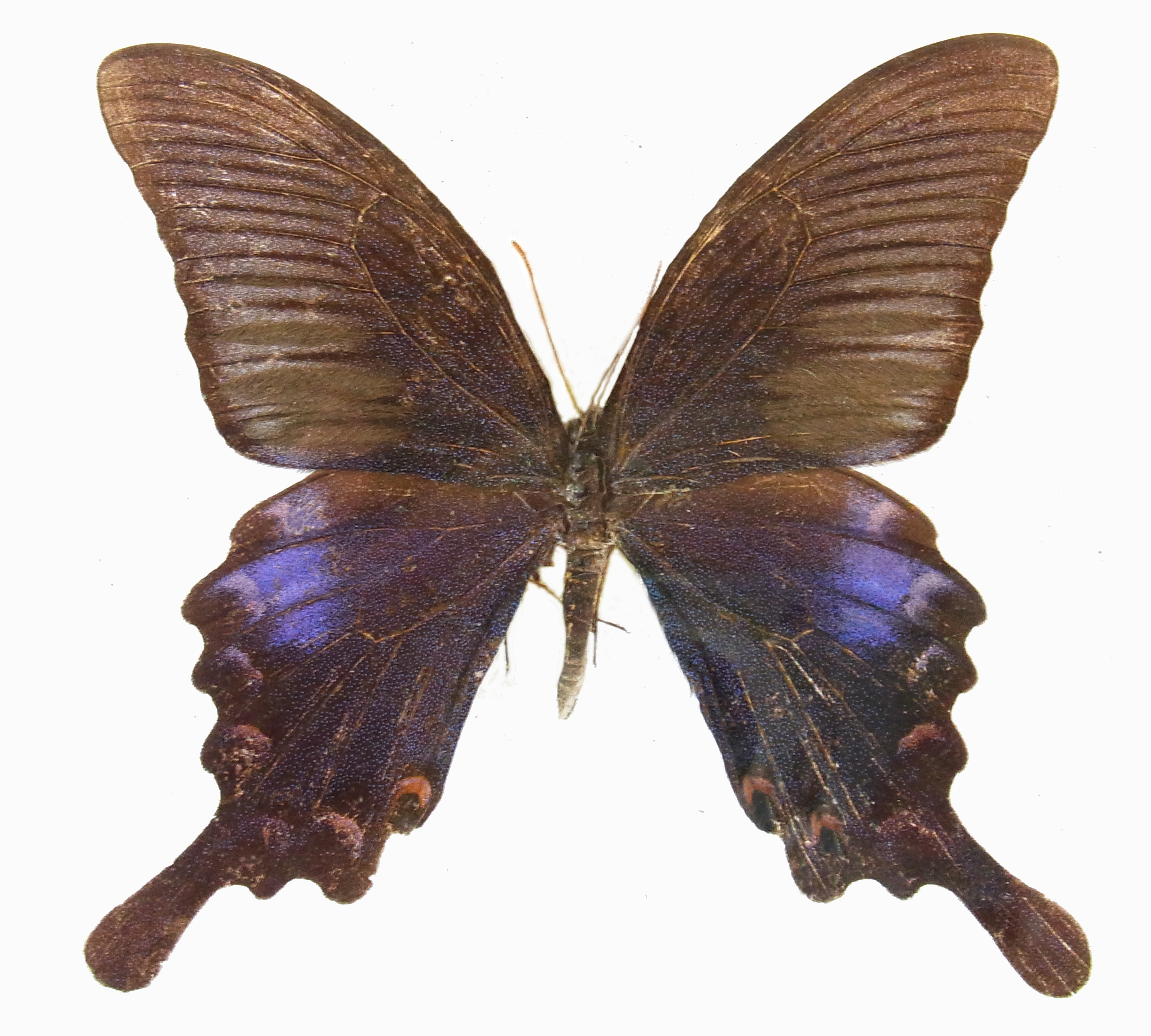